# کونچاکو بوبان
کونچاکو بوبان (انگلیسی: Kunchacko Boban؛ زادهٔ ۲ نوامبر ۱۹۸۰) هنرپیشه و تهیه‌کننده اهل هند است.
از فیلم‌ها یا برنامه‌های تلویزیونی که وی در آن نقش داشته‌است می‌توان به چهار دوست، نژاد، ساندویچ، هاریکریشناس، دکتر لاو و ترافیک اشاره کرد.